# Heliophanus pygmaeus
Heliophanus pygmaeus là một loài nhện trong họ Salticidae.
Loài này thuộc chi Heliophanus. Heliophanus pygmaeus được Wanda Wesołowska & Anthony Russell-Smith miêu tả năm 2000.